# Melanoplus latifercula
Melanoplus latifercula är en insektsart som beskrevs av Andrew Nelson Caudell 1903. Melanoplus latifercula ingår i släktet Melanoplus och familjen gräshoppor. Inga underarter finns listade i Catalogue of Life.